# Diesten

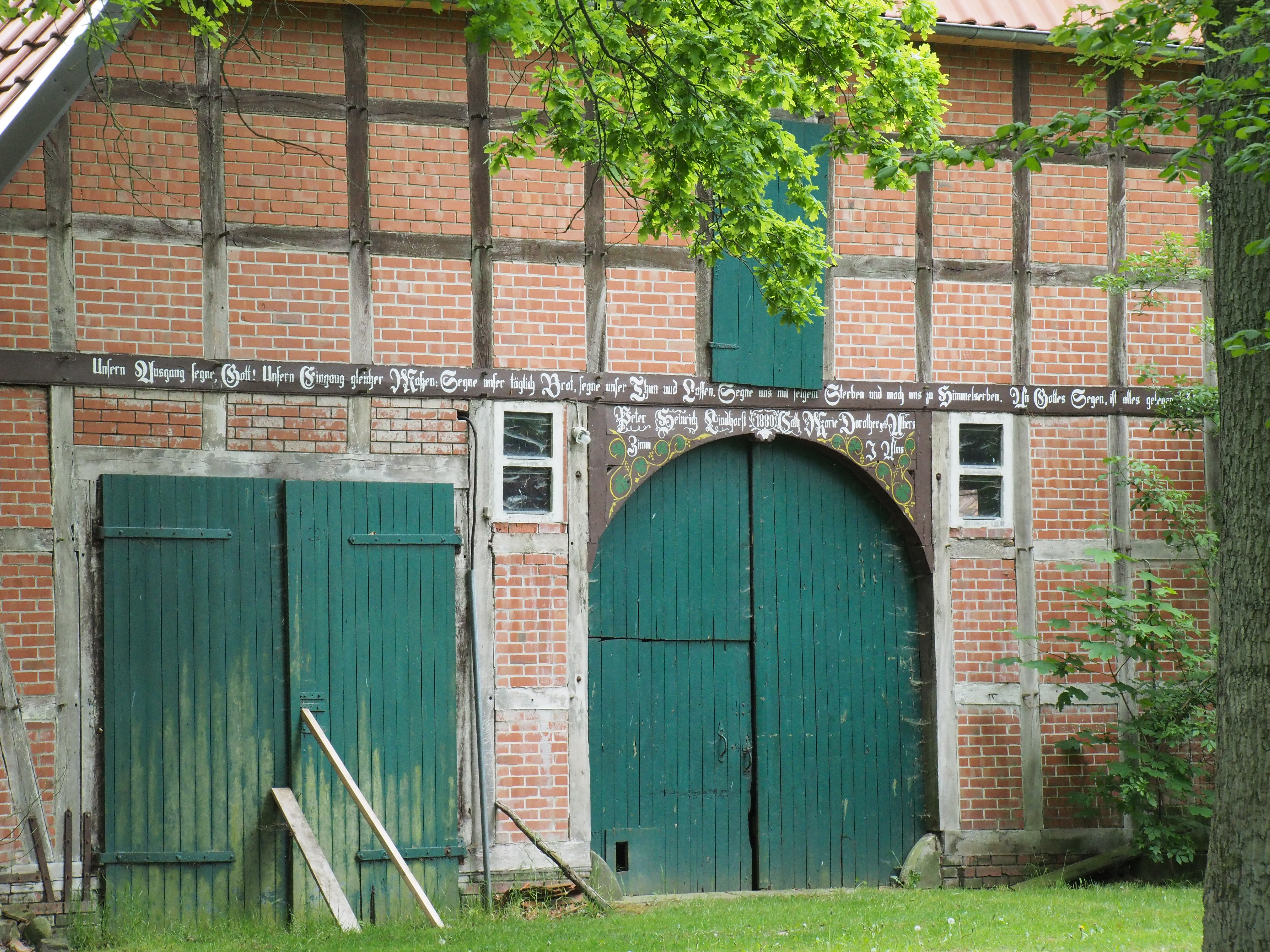
Bauernhaus in Fachwerk von 1880

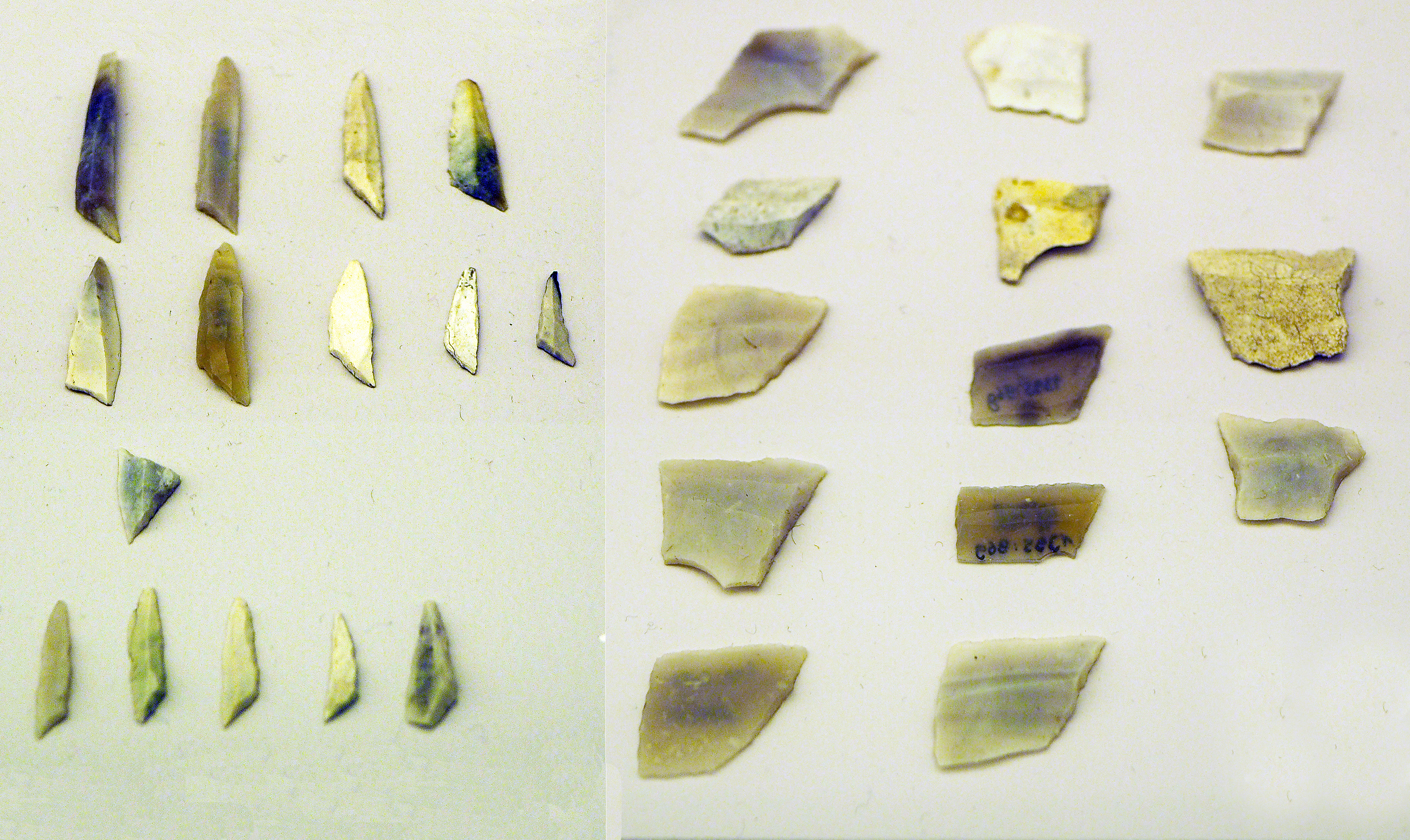
Im Raum Diesten gefundene Flinteinsätze aus der Jüngeren Mittelsteinzeit

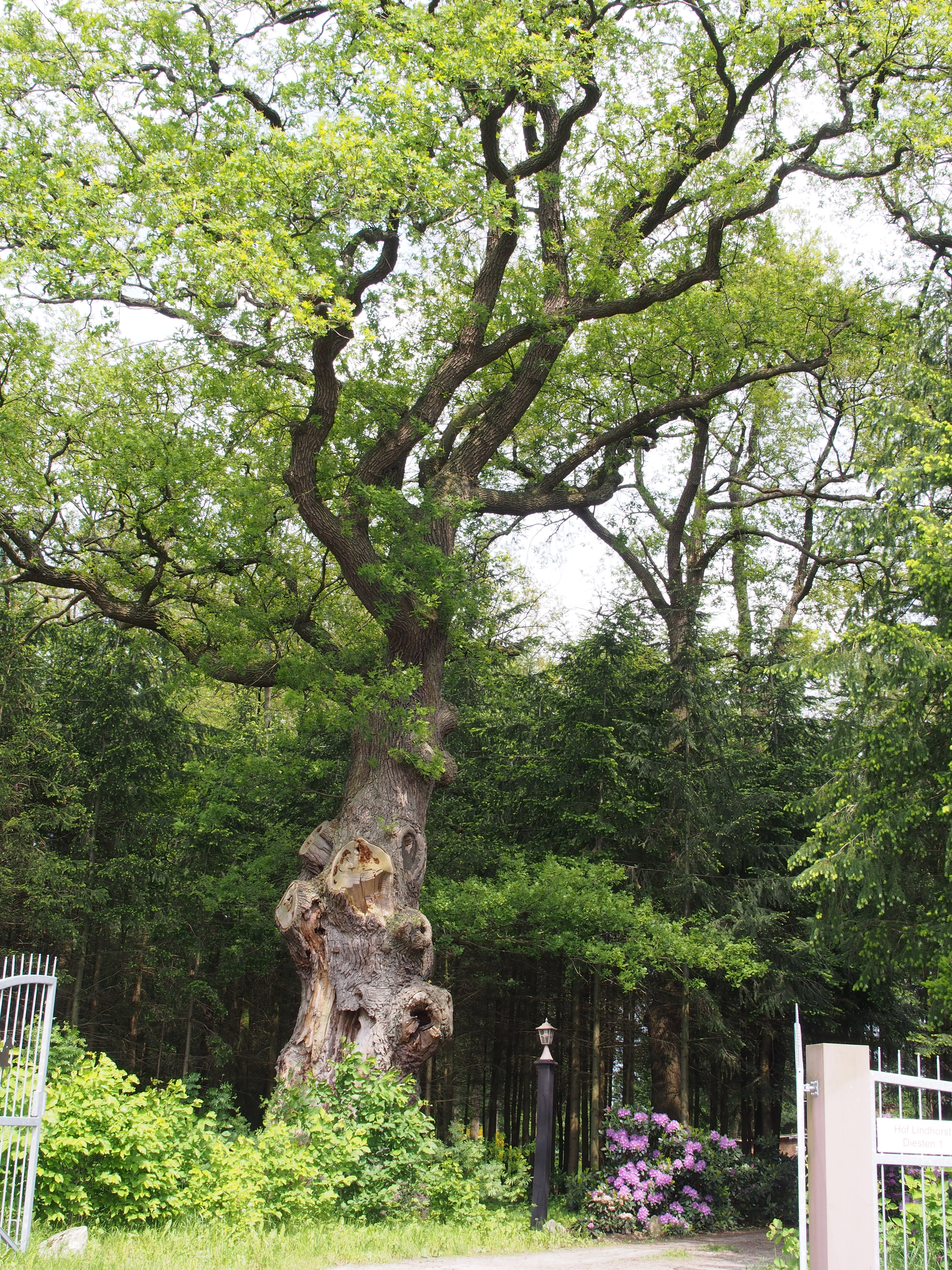
700 Jahre alte Eiche bei Lindhorst

Diesten ist eine Ortschaft der niedersächsischen Stadt Bergen im nördlichen Landkreis Celle in der Lüneburger Heide. Sie liegt 20 km nördlich von Celle an der Landstraße 240 und hat 250 Einwohner (Stand Dezember 2022).

## Geschichte
Funde von Flinteinsätzen für Pfeile und Speere (Mikrolithen) bezeugen, dass hier bereits in der Jüngeren Mittelsteinzeit (6000–4500 v. Chr.),  Menschen wohnten und auf die Jagd gingen.
Erstmals urkundlich erwähnt wurde Diesten im Jahr 1235 unter dem Namen Dedestesen. Bis heute ist Diesten von der Landwirtschaft geprägt und hat sein ursprüngliches Dorfbild erhalten. Ortsteile von Diesten sind das 1 km nördlich gelegene Dorf Huxahl und das 2 km östlich gelegene Lindhorst. In Lindhorst steht eine alte, unter Naturschutz stehende Eiche. Sie soll bereits im 15. Jahrhundert in einer Urkunde erwähnt worden sein. Danach hat sie ein Alter von mindestens 700 Jahren.
Am 1. Januar 1973 wurde Diesten in die Stadt Bergen eingegliedert.

## Politik

### Ortsrat
Seit der Eingemeindung im Zuge der niedersächsischen Gebiets- und Verwaltungsreform im Jahr 1973 ist Diesten eine Ortschaft der Stadt Bergen. Vertreten wird Diesten durch den Ortsrat und den Ortsbürgermeister. Der Ortsrat hat u. a. Entscheidungskompetenzen für die in der Ortschaft gelegenen öffentlichen Einrichtungen, ist zuständig für die Förderung der Ortsbildpflege und des Vereinslebens und muss von der Stadt Bergen bei allen die Ortschaft betreffenden Belangen gehört werden. Er setzt sich aus fünf gewählten Vertretern, den aus Diesten stammenden Mitgliedern des Gemeinderates Bergen sowie dem Bürgermeister der Stadt Bergen zusammen. 
Bei der Kommunalwahl 2021 ergab sich folgende Sitzverteilung:
- Wählergruppe Diesten: 5 Sitze

### Ortsbürgermeister
Der Ortsrat wählt den Ortsbürgermeister, aktueller Amtsinhaber ist Heinrich Penshorn.

## Verkehr
Der ehemalige Haltepunkt Diesten liegt an der Bahnstrecke Celle–Soltau; die Züge passieren den Ort inzwischen ohne Halt.